# نوشيروان
نوشيروان هي قرية في مقاطعة جلفا، إيران. عدد سكان هذه القرية هو 245 في سنة 2006.